# Fußballclub Hansa Rostock 1997-1998
Questa voce raccoglie le informazioni riguardanti il Fußballclub Hansa Rostock nelle competizioni ufficiali della stagione 1997-1998.

## Stagione
Nella stagione 1997-1998 l'Hansa Rostock, allenato da Ewald Lienen, concluse il campionato di Bundesliga al 6º posto. In Coppa di Germania l'Hansa Rostock fu eliminato al primo turno dal Bayer Leverkusen.

## Rosa
| N. |                                 | Ruolo | Calciatore          |
| -- | ------------------------------- | ----- | ------------------- |
| 1  | Germania (bandiera)             | P     | Martin Pieckenhagen |
| 2  | Germania (bandiera)             | C     | Timo Lange          |
| 4  | Germania (bandiera)             | C     | Jens Dowe           |
| 5  | Germania (bandiera)             | D     | Uwe Ehlers          |
| 6  | Paesi Bassi (bandiera)          | C     | Peter Bosz          |
| 7  | Germania (bandiera)             | C     | Martin Groth        |
| 8  | Germania (bandiera)             | C     | Hilmar Weilandt     |
| 9  | Macedonia del Nord (bandiera)   | C     | Toni Mičevski       |
| 10 | Germania (bandiera)             | A     | Enrico Röver        |
| 12 | Egitto (bandiera)               | C     | Yasser Radwan       |
| 13 | Macedonia del Nord (bandiera)   | C     | Borislav Tomoski    |
| 14 | Bosnia ed Erzegovina (bandiera) | A     | Sergej Barbarez     |
| 15 | Germania (bandiera)             | C     | Ralf Ewen           |
| 16 | Germania (bandiera)             | D     | Thomas Gansauge     |

| N. |                     | Ruolo | Calciatore       |
| -- | ------------------- | ----- | ---------------- |
| 17 | Germania (bandiera) | D     | Heiko März       |
| 18 | Polonia (bandiera)  | C     | Sławomir Majak   |
| 19 | Germania (bandiera) | C     | Stefan Studer    |
| 20 | Germania (bandiera) | A     | Steffen Baumgart |
| 21 | Germania (bandiera) | P     | Daniel Klewer    |
| 22 | Croazia (bandiera)  | A     | Igor Pamić       |
| 23 | Germania (bandiera) | C     | Sebastian Hahn   |
| 24 | Germania (bandiera) | D     | Marco Laaser     |
| 25 | Germania (bandiera) | D     | Marco Zallmann   |
| 26 | Germania (bandiera) | P     | Perry Bräutigam  |
| 27 | Germania (bandiera) | A     | Oliver Neuville  |
| 28 | Germania (bandiera) | C     | Björn Laars      |
| 33 | Germania (bandiera) | D     | Marko Rehmer     |

## Organigramma societario
Area tecnica
- Allenatore: Ewald Lienen
- Allenatore in seconda: Juri Schlünz, Andreas Zachhuber
- Preparatore dei portieri:
- Preparatori atletici:

## Calciomercato

### Sessione estiva
| Acquisti | Acquisti         | Acquisti       | Acquisti |
| R.       | Nome             | da             | Modalità |
| -------- | ---------------- | -------------- | -------- |
| A        | Oliver Neuville  | Tenerife       |          |
| C        | Jens Dowe        | Sturm Graz     |          |
| C        | Ralf Ewen        | Paderborn      |          |
| C        | Sławomir Majak   | Widzew Łódź    |          |
| A        | Igor Pamić       | Sochaux        |          |
| C        | Borislav Tomoski | Erzgebirge Aue |          |

| Cessioni | Cessioni           | Cessioni           | Cessioni |
| R.       | Nome               | a                  | Modalità |
| -------- | ------------------ | ------------------ | -------- |
| A        | Jonathan Akpoborie | Stoccarda          |          |
| D        | Christian Beeck    | Fortuna Düsseldorf |          |
| C        | Stefan Beinlich    | Bayer Leverkusen   |          |
| C        | Steffen Benthin    | M. Schwerin        |          |
| D        | Marco Hinz         | Hansa Rostock II   |          |
| C        | André Hofschneider | Monaco 1860        |          |
| C        | Dirk Rehbein       | TeBe Berlino       |          |
| C        | Thomas Ziemer      | Norimberga         |          |

### Sessione invernale
| Acquisti | Acquisti   | Acquisti   | Acquisti |
| R.       | Nome       | da         | Modalità |
| -------- | ---------- | ---------- | -------- |
| C        | Peter Bosz | JEF United |          |

| Cessioni | Cessioni               | Cessioni        | Cessioni |
| R.       | Nome                   | a               | Modalità |
| -------- | ---------------------- | --------------- | -------- |
| A        | Sławomir Chałaśkiewicz | Carl Zeiss Jena |          |

## Risultati

### Bundesliga

#### Girone di andata
| Arbitro: | Weber |

|  |           |            |
|  | Marcatori | 90’ Präger |

| Arbitro: | Stark |

|              |           |           |
| van Lent 23’ | Marcatori | 67’ Majak |

| Arbitro: | Krug |

|                   |           |             |
| Barbarez 35’, 41’ | Marcatori | 67’ Wojtala |

| Arbitro: | Fandel |

|  |           |           |
|  | Marcatori | 86’ Groth |

| Arbitro: | Zerr |

|           |           |                                      |
| Pamić 85’ | Marcatori | 58’ Scholl 69’ Nerlinger 87’ Jancker |

| Arbitro: | Dardenne |

|  |           |           |
|  | Marcatori | 40’ Majak |

| Arbitro: | Merk |

|                                            |           |  |
| Lange 11’ Majak 43’ Zallmann 62’ Pamić 89’ | Marcatori |  |

| Arbitro: | Strampe |

|              |           |           |
| Feldhoff 87’ | Marcatori | 45’ Lange |

| Arbitro: | Jansen |

|              |           |                        |
| Neuville 62’ | Marcatori | 27’ Polster 46’ Rösele |

| Arbitro: | Wack |

|  |           |              |
|  | Marcatori | 23’ Neuville |

| Arbitro: | Buchhart |

|                                                     |           |              |
| Dowe 18’ Barbarez 39’ (rig.) Neuville 59’ Pamić 88’ | Marcatori | 69’ Goossens |

| Arbitro: | Albrecht |

|                           |           |                      |
| Kohler 3’ Möller 40’, 53’ | Marcatori | 9’ Dowe 88’ Baumgart |

| Arbitro: | Fandel |

|                           |           |                        |
| Barbarez 19’ Mičevski 75’ | Marcatori | 52’ Donkov 59’ Peschel |

| Arbitro: | Dardenne |

|                                          |           |                                   |
| Sforza 2’ Rische 38’, 83’ Schjønberg 47’ | Marcatori | 8’ Barbarez 18’ Dowe 67’ Neuville |

| Arbitro: | Weber |

|                          |           |           |
| Đorđević 10’ Balăkov 71’ | Marcatori | 64’ Pamić |

| Arbitro: | Berg |

|                  |           |  |
| Neuville 7’, 28’ | Marcatori |  |

| Arbitro: | Jansen |

|                                   |           |  |
| Régis 22’ Gilewicz 46’ Dundee 79’ | Marcatori |  |

#### Girone di ritorno
| Arbitro: | Wagner |

|            |           |                     |
| Präger 55’ | Marcatori | 74’ (rig.) Barbarez |

| Arbitro: | Kemmling |

|            |           |               |
| Rehmer 11’ | Marcatori | 13’, 53’ Bode |

| Arbitro: | Merk |

|  |           |              |
|  | Marcatori | 14’ Barbarez |

| Arbitro: | Aust |

|                                   |           |  |
| Lange 48’ Barbarez 82’ Ehlers 89’ | Marcatori |  |

| Arbitro: | Keßler |

|                        |           |  |
| Zickler 16’ Tarnat 18’ | Marcatori |  |

| Arbitro: | Wack |

|                        |           |             |
| Barbarez 12’ Pamić 83’ | Marcatori | 73’ Meißner |

| Arbitro: | Krug |

|            |           |              |
| Preetz 52’ | Marcatori | 58’ Barbarez |

| Arbitro: | Fandel |

|            |           |                          |
| Studer 46’ | Marcatori | 13’ Kirsten 39’ Živković |

| Colonia 15 marzo 1998, ore 18:00 CET 26ª giornata | Colonia   | 0 – 0 referto | Hansa Rostock | Müngersdorfer Stadion (27 000 spett.)\| Arbitro: \| Heynemann \| |
| Arbitro:                                          | Heynemann |               |               |                                                                  |

| Arbitro: | Stark |

|                     |           |           |
| Majak 29’ Pamić 87’ | Marcatori | 62’ Salou |

| Gelsenkirchen 28 marzo 1998, ore 15:30 CET 28ª giornata | Schalke 04 | 0 – 0 referto | Hansa Rostock | Parkstadion (47 650 spett.)\| Arbitro: \| Fröhlich \| |
| Arbitro:                                                | Fröhlich   |               |               |                                                       |

| Arbitro: | Strampe |

|                                       |           |               |
| Majak 54’ Reuter 60’ (aut.) Lange 84’ | Marcatori | 13’ Chapuisat |

| Arbitro: | Keßler |

|           |           |                         |
| Mamić 74’ | Marcatori | 54’, 60’ Dowe 90’ Pamić |

| Arbitro: | Aust |

|                      |           |                                |
| Barbarez 1’ Dowe 46’ | Marcatori | 20’ Rische 69’ (aut.) Gansauge |

| Arbitro: | Krug |

|          |           |              |
| Dowe 26’ | Marcatori | 74’ Poschner |

| Arbitro: | Dardenne |

|                                                                        |           |                         |
| Lupescu 40’ (rig.) Wynhoff 43’ Pflipsen 68’ Voronin 89’ Pettersson 90’ | Marcatori | 25’ Neuville 57’ Rehmer |

| Arbitro: | Weber |

|                                                |           |                 |
| Neuville 31’ Studer 44’ Baumgart 67’ Majak 73’ | Marcatori | 30’, 90’ Häßler |

### Coppa di Germania
| Arbitro: | Kemmling |

|  |           |                       |
|  | Marcatori | 65’ Kovač 77’ Kirsten |

## Statistiche

### Statistiche di squadra
| Competizione      | Punti | In casa | In casa | In casa | In casa | In casa | In casa | In trasferta | In trasferta | In trasferta | In trasferta | In trasferta | In trasferta | Totale | Totale | Totale | Totale | Totale | Totale | DR |
| Competizione      | Punti | G       | V       | N       | P       | Gf      | Gs      | G            | V            | N            | P            | Gf           | Gs           | G      | V      | N      | P      | Gf     | Gs     | DR |
| ----------------- | ----- | ------- | ------- | ------- | ------- | ------- | ------- | ------------ | ------------ | ------------ | ------------ | ------------ | ------------ | ------ | ------ | ------ | ------ | ------ | ------ | -- |
| Bundesliga        | 51    | 17      | 9       | 3       | 5       | 35      | 22      | 17           | 5            | 6            | 6            | 19           | 24           | 34     | 14     | 9      | 11     | 54     | 46     | +8 |
| Coppa di Germania | -     | 1       | 0       | 0       | 1       | 0       | 2       | 0            | 0            | 0            | 0            | 0            | 0            | 1      | 0      | 0      | 1      | 0      | 2      | -2 |
| Totale            | 51    | 18      | 9       | 3       | 6       | 35      | 24      | 17           | 5            | 6            | 6            | 19           | 24           | 35     | 14     | 9      | 12     | 54     | 48     | +6 |

### Andamento in campionato
| Giornata  | 1  | 2  | 3 | 4 | 5 | 6 | 7 | 8 | 9 | 10 | 11 | 12 | 13 | 14 | 15 | 16 | 17 | 18 | 19 | 20 | 21 | 22 | 23 | 24 | 25 | 26 | 27 | 28 | 29 | 30 | 31 | 32 | 33 | 34 |
| --------- | -- | -- | - | - | - | - | - | - | - | -- | -- | -- | -- | -- | -- | -- | -- | -- | -- | -- | -- | -- | -- | -- | -- | -- | -- | -- | -- | -- | -- | -- | -- | -- |
| Luogo     | C  | T  | C | T | C | T | C | T | C | T  | C  | T  | C  | T  | T  | C  | T  | T  | C  | T  | C  | T  | C  | T  | C  | T  | C  | T  | C  | T  | C  | C  | T  | C  |
| Risultato | P  | N  | V | V | P | V | V | N | P | V  | V  | P  | N  | P  | P  | V  | P  | N  | P  | V  | V  | P  | V  | N  | P  | N  | V  | N  | V  | V  | N  | N  | P  | V  |
| Posizione | 15 | 15 | 6 | 5 | 6 | 3 | 3 | 4 | 6 | 4  | 3  | 4  | 4  | 6  | 7  | 6  | 6  | 6  | 7  | 6  | 6  | 7  | 6  | 6  | 6  | 6  | 6  | 6  | 5  | 5  | 6  | 6  | 7  | 6  |

Legenda:

Luogo: C = Casa; T = Trasferta. Risultato: V = Vittoria; N = Pareggio; P = Sconfitta.

### Statistiche dei giocatori
| Giocatore        | Bundesliga | Bundesliga | Bundesliga  | Bundesliga | Coppa di Germania | Coppa di Germania | Coppa di Germania | Coppa di Germania | Totale   | Totale | Totale      | Totale     |
| Giocatore        | Presenze   | Reti       | Ammonizioni | Espulsioni | Presenze          | Reti              | Ammonizioni       | Espulsioni        | Presenze | Reti   | Ammonizioni | Espulsioni |
| ---------------- | ---------- | ---------- | ----------- | ---------- | ----------------- | ----------------- | ----------------- | ----------------- | -------- | ------ | ----------- | ---------- |
| S. Barbarez      | 32         | 11         | 10          | 0          | 1                 | 0                 | 1                 | 0                 | 33       | 11     | 11          | 0          |
| S. Baumgart      | 22         | 2          | 0           | 0          | 1                 | 0                 | 0                 | 0                 | 23       | 2      | 0           | 0          |
| P. Bosz          | 14         | 0          | 3           | 0          | 0                 | 0                 | 0                 | 0                 | 14       | 0      | 3           | 0          |
| P. Bräutigam     | 15         | 0          | 0           | 0          | 1                 | 0                 | 0                 | 0                 | 16       | 0      | 0           | 0          |
| S. Chałaśkiewicz | 4          | 0          | 0           | 0          | 1                 | 0                 | 0                 | 0                 | 5        | 0      | 0           | 0          |
| J. Dowe          | 28         | 7          | 2           | 1          | 0                 | 0                 | 0                 | 0                 | 28       | 7      | 2           | 1          |
| U. Ehlers        | 16         | 1          | 0           | 0          | 0                 | 0                 | 0                 | 0                 | 16       | 1      | 0           | 0          |
| R. Ewen          | 3          | 0          | 0           | 0          | 0                 | 0                 | 0                 | 0                 | 3        | 0      | 0           | 0          |
| T. Gansauge      | 28         | 0          | 6           | 0          | 1                 | 0                 | 0                 | 0                 | 29       | 0      | 6           | 0          |
| M. Groth         | 22         | 1          | 4           | 0          | 0                 | 0                 | 0                 | 0                 | 22       | 1      | 4           | 0          |
| S. Hahn          | 0          | 0          | 0           | 0          | 0                 | 0                 | 0                 | 0                 | 0        | 0      | 0           | 0          |
| D. Klewer        | 0          | 0          | 0           | 0          | 0                 | 0                 | 0                 | 0                 | 0        | 0      | 0           | 0          |
| B. Laars         | 0          | 0          | 0           | 0          | 0                 | 0                 | 0                 | 0                 | 0        | 0      | 0           | 0          |
| M. Laaser        | 0          | 0          | 0           | 0          | 0                 | 0                 | 0                 | 0                 | 0        | 0      | 0           | 0          |
| T. Lange         | 30         | 4          | 8           | 0          | 1                 | 0                 | 0                 | 0                 | 31       | 4      | 8           | 0          |
| S. Majak         | 30         | 6          | 8           | 0          | 0                 | 0                 | 0                 | 0                 | 30       | 6      | 8           | 0          |
| T. Mičevski      | 27         | 1          | 6           | 0          | 1                 | 0                 | 0                 | 0                 | 28       | 1      | 6           | 0          |
| H. März          | 6          | 0          | 0           | 0          | 1                 | 0                 | 0                 | 0                 | 7        | 0      | 0           | 0          |
| O. Neuville      | 17         | 8          | 2           | 0          | 0                 | 0                 | 0                 | 0                 | 17       | 8      | 2           | 0          |
| I. Pamić         | 27         | 7          | 5           | 0          | 1                 | 0                 | 0                 | 0                 | 28       | 7      | 5           | 0          |
| M. Pieckenhagen  | 20         | 0          | 2           | 0          | 0                 | 0                 | 0                 | 0                 | 20       | 0      | 2           | 0          |
| Y. Radwan        | 24         | 0          | 3           | 1          | 1                 | 0                 | 0                 | 0                 | 25       | 0      | 3           | 1          |
| M. Rehmer        | 34         | 2          | 2           | 0          | 1                 | 0                 | 0                 | 0                 | 35       | 2      | 2           | 0          |
| E. Röver         | 0          | 0          | 0           | 0          | 0                 | 0                 | 0                 | 0                 | 0        | 0      | 0           | 0          |
| S. Studer        | 26         | 2          | 4           | 0          | 1                 | 0                 | 0                 | 0                 | 27       | 2      | 4           | 0          |
| B. Tomoski       | 1          | 0          | 0           | 0          | 0                 | 0                 | 0                 | 0                 | 1        | 0      | 0           | 0          |
| H. Weilandt      | 29         | 0          | 4           | 0          | 1                 | 0                 | 0                 | 0                 | 30       | 0      | 4           | 0          |
| M. Zallmann      | 19         | 1          | 1           | 0          | 1                 | 0                 | 1                 | 0                 | 20       | 1      | 2           | 0          |